# Академија техничко-васпитачких струковних студија Ниш
Академију техничко-васпитачких струковних студија у Нишу је 31. маја 2019. године основала Влада Републике Србије. Академија је настала статусном променом три високошколске установе и то: Високе техничке школе струковних студија Ниш, Високе школе примењених струковних студија Врање, Високе школе струковних студија за образовање васпитача Пирот. На тај начин се допринело ефективнијем, ефикаснијем и економичнијем остваривању циљева струковног високог образовања и његовом повезивању са потребама тржишта рада.

## Историја
Академија техничко-васпитачких струковних студија је међу првима акредитована високошколска институција у Србији у области индустријског, саобраћајног и грађевинског инжењерства, комуникационих технологија, информационих система и технологија, производне економије, прехрамбене технологије, инжењерство намештаја и ентеријера, предузетнички менаџмент и образовања васпитача деце у предшколским установама. У оквиру реформе високог образовања, Академија је акредитована као високошколска установа која остварује основне струковне,специјалистичке струковне студије и мастер струковне студије (први и други степен високог образовања) у оквиру научног поља техничко-технолошке науке и друштвено-хуманистичке науке. Програмска оријентација Академије одражава савремене трендове високог струковног образовања, дуалног концепта студирања, са студентском стручном праксом као кључном основом за развој и обликовање стручњака који ће бити конкурентни не само на домаћем, већ и европском и светском тржишту рада.
Академија техничко-васпитачких струковних студија има јасну визију о својој улози у унапређењу система струковног образовања у Србији, као и о стратешкој усмерености ка потребама друштва и савременим образовним тенденцијама.

## Студијски програми
Академија своју делатност обавља кроз остваривање основних, специјалистичких и мастер струковних студија из више научних и стручних области.

### Основне струковне студије
Завршетком студија, односно дипломирањем на студијским програмима основних струковних студија Академије стичу се следећа звања и то на:

#### Одсек Ниш:
- Индустријско инжењерство - струковни инжењер индустријског инжењерства,
- Друмски саобраћај - струковни инжењер саобраћаја,
- Комуникационе технологије - струковни инжењер електротехнике и рачунарства,
- Савремене рачунарске технологије - струковни инжењер електротехнике и рачунарства,
- Заштита животне средине - струковни инжењер заштите животне средине
- Грађевинско инжењерство - струковни инжењер грађевинског инжењерства.

#### Одсек Врање:
- Заштита животне средине - струковни инжењер заштите животне средине,
- Производна економија - струковни економиста,
- Прехрамбена технологија - струковни инжењер технологије,
- Инжењерство намештаја и ентеријера - струковни инжењер технологија намештаја и производа од дрвета,
- Друмски саобраћај  - струковни инжењер саобраћаја,
- Машинско инжењерство - струковни инжењер машинства,
- Предузетнички менаџмент - струковни менаџер.

#### Одсек Пирот:
- Струковни васпитач за рад са децом у предшколским установама - струковни васпитач за рад са децом у предшколским установама.

### Мастер струковне студије
Студент који положи све испите и испуни све обавезе предвиђене студијским програмом мастер струковних студија, стиче стручни назив струковни мастер са назнаком звања другог степена мастер струковних студија из одговарајуће области, а у међународном промету и у дипломи на енглеском језику назив који је стекао је master.
Завршетком мастер струковних студија Академије стичу се следећа звања и то на:

##### Одсек Ниш:
- Управљање отпадом - Мастер струковни инжењер заштите животне средине,
- Мултимедијалне комуникационе технологије - Мастер струковни инжењер електротехнике и рачунарства
- Информационе технологије и системи - Мастер струковни инжењер електротехнике и рачунарства,
- Друмски саобраћај и транспорт - Струковни мастер инжењер саобраћаја,
- Производно – информационе технологије - Струковних мастер инжењера машинства,
- Грађевинске конструкције и управљање изградњом - Струковних мастер инжењера грађевинарства.

##### Одсек Врање:
- Технолошко инжењерство - Струковни мастер инжењер технологије,
- Међународна економија и предузетништво - Струковни мастер економиста.

##### Одсек Пирот:
- Мастер струковни васпитач - Струковни мастер васпитач.

### Специјалистичке струковне студије

#### Одсек Врање
- Друмски саобраћај - Специјалиста струковни инжењер саобраћаја,
- Инжењерски менаџмент - Специјалиста струковни инжењер менаџмента.

### Дуални модел наставе
Академија техничко-васпитачких струковних студија је међу првима акредитована високошколска институција у Србији за спровођење наставе према дуалном моделу на следећим студијским програмима:

##### Одсек Ниш:
- Комуникационе технологије,
- Грађевинско инжењерство,
- Савремене рачунарске технологије,
- Индустријско инжењерство.

##### Одсек Врање:
- Инжењерство намештаја и ентеријера,
- Прехрамбена технологија

##### Одсек Пирот:
- Пословно информациони систем